# ژم لیق
ژم لیق (J’aime lire) (فارسی: عاشق مطالعه هستم) یک مجله فرانسوی است که برای کورکان ۷ تا ۱۰ سال طراحی شده‌است و توسط بایارد پرس منتشر می‌شود. این مجله هر ماه بیش از ۲ میلیون خواننده دارد و یکی از پرفروش‌ترین عناوین در نوع خود است. ژم لیق از سال ۱۹۷۷ منتشر می‌شود.